# Hộ chiếu Nga
Hộ chiếu Nga có hai loại: hộ chiếu trong nước cấp cho công dân Liên bang Nga cho mục đích nhận dạng xác nhận, hộ chiếu quốc tế được cấp với mục đích đi lại quốc tế.

## Hộ chiếu trong nước
Hộ chiếu trong nước là tài liệu nhận dạng chính cho công dân Liên bang Nga cư trú ở Nga. Nó được phát hành lần đầu cho người đủ tuổi 14 bởi Cục di trú Liên bang Nga, và đã được gia hạn trong độ tuổi từ 20 đến 45. Mọi công dân trên 14 tuổi cư trú tại Nga được yêu cầu phải có hộ chiếu nội địa hợp lệ.
Hộ chiếu có chứa họ tên, giới tính, ngày sinh và nơi sinh và một bức ảnh của người được cấp. Nó cũng chứa các nhận xét về đăng ký địa chỉ nhà của người sở hữu, nghĩa vụ quân sự, tình trạng hôn nhân, trẻ em dưới 14, hộ chiếu trong và ngoài nước khác do các nhà chức trách Nga, nhóm máu (tùy chọn) và số đối tượng nộp thuế cá nhân (cũng là tùy chọn). Bất kỳ nhận xét trái phép làm hộ chiếu không hợp lệ. Tất cả các dữ liệu được ghi bằng tiếng Nga.
Cảnh sát Nga đôi khi sẽ làm kiểm tra ID ngẫu nhiên để tìm ra kẻ trốn tránh nghĩa vụ quân sự, người nhập cư bất hợp pháp, những người không có đăng ký thích hợp...
Hộ chiếu nội địa của Nga cũng là một tài liệu nhận dạng hợp lệ trong Belarus, Kazakhstan và Ukraina, ngoài ra người có hộ chiếu loại này được tự do nhập cảnh nước cộng hòa Abkhazia và Nam Ossetia. Hộ chiếu để đi ra nước ngoài (trong tiếng Nga: заграничный паспорт, zagranichny pasport đôi khi được dịch là hộ chiếu quốc tế hoặc hộ chiếu nước ngoài) là cần thiết để đi ra nước ngoài tất cả các nước khác.

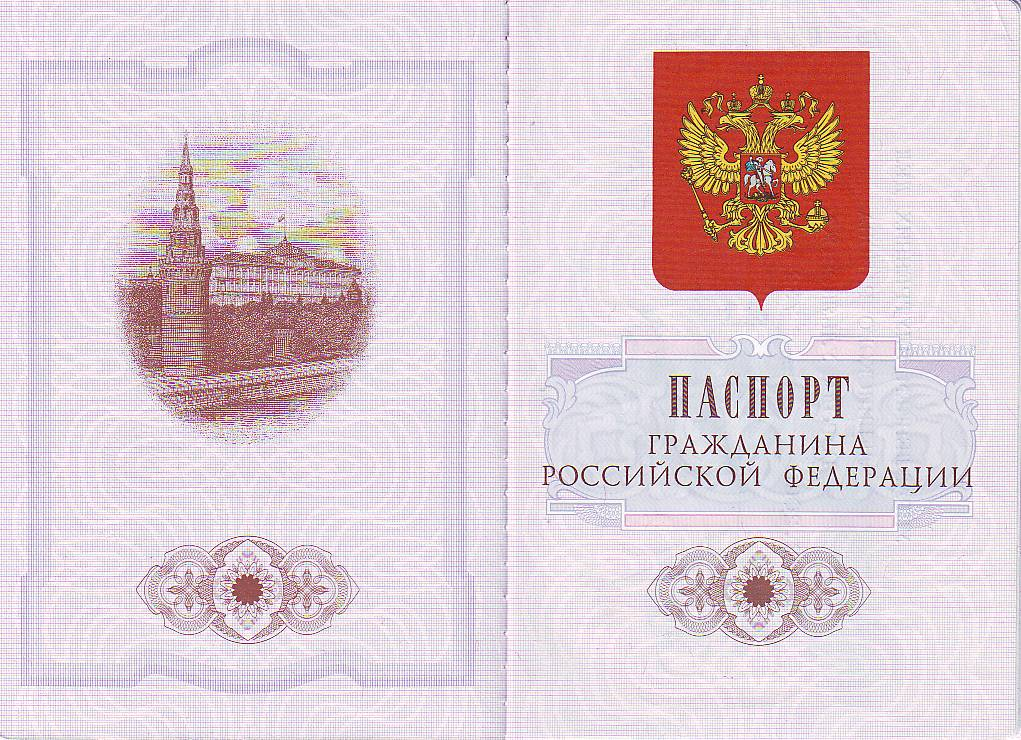
Trang trước hộ chiếu nội địa
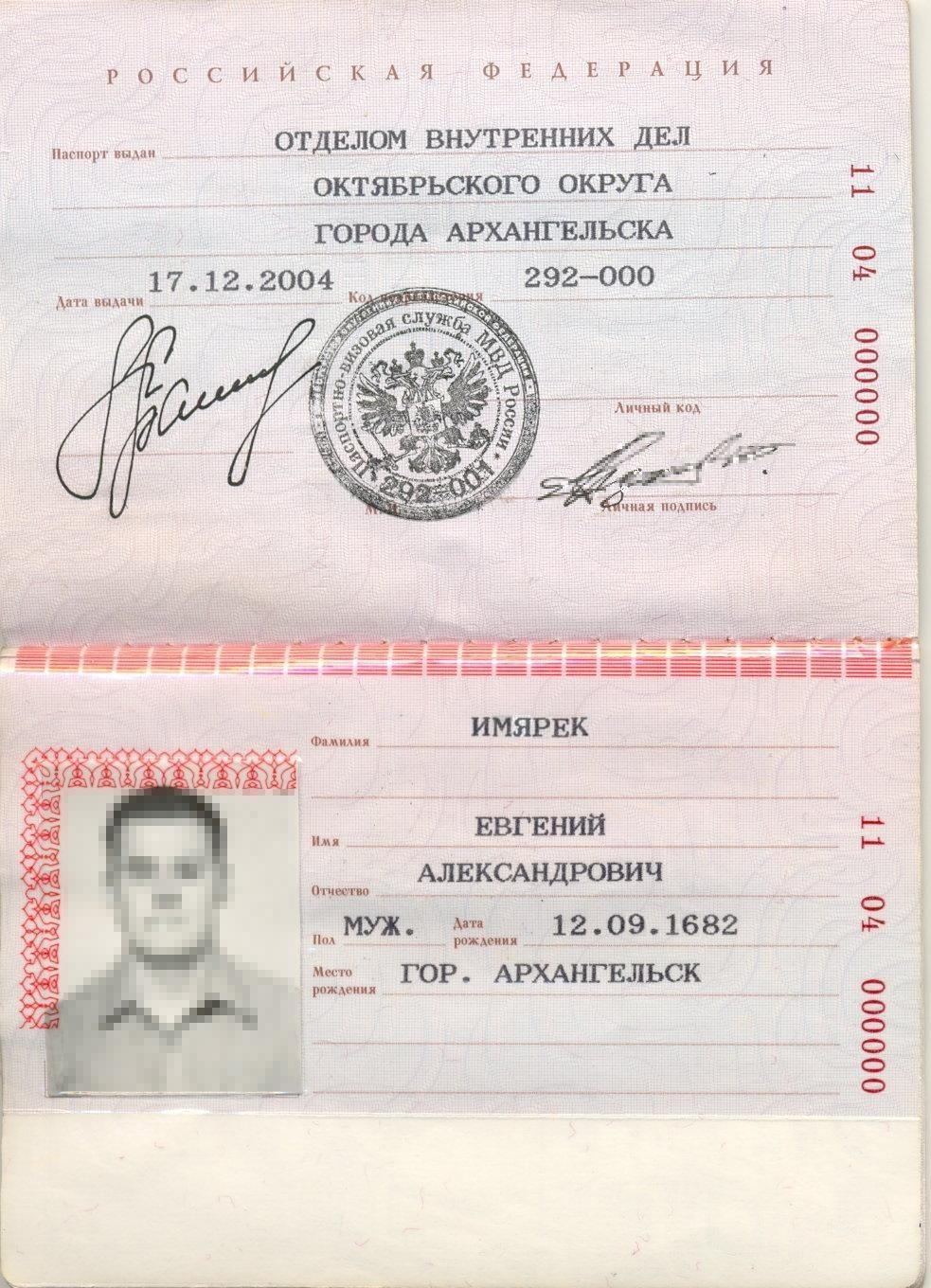
Trang ký hộ chiếu nội địa

Trong tháng 11 năm 2010 Cục di trú Liên bang Nga đã ra một thông báo khả năng hủy bỏ hộ chiếu nội địa với sự thay thế bằng thẻ căn cước bằng nhựa hoặc thay thế bằng bằng lái xe.
Tính đến tháng 10 năm 2012, thông tin này đã được xác nhận. Bắt đầu từ 01 tháng 1 năm 2013, hình thức giấy tờ gọi là thẻ điện tử phổ thông (tiếng Nga: "Универсальная электронная карта") sẽ được phát hành. Đến năm 2015, chúng hoàn toàn thay thế hộ chiếu cũ nội bộ.

## Hộ chiếu quốc tế

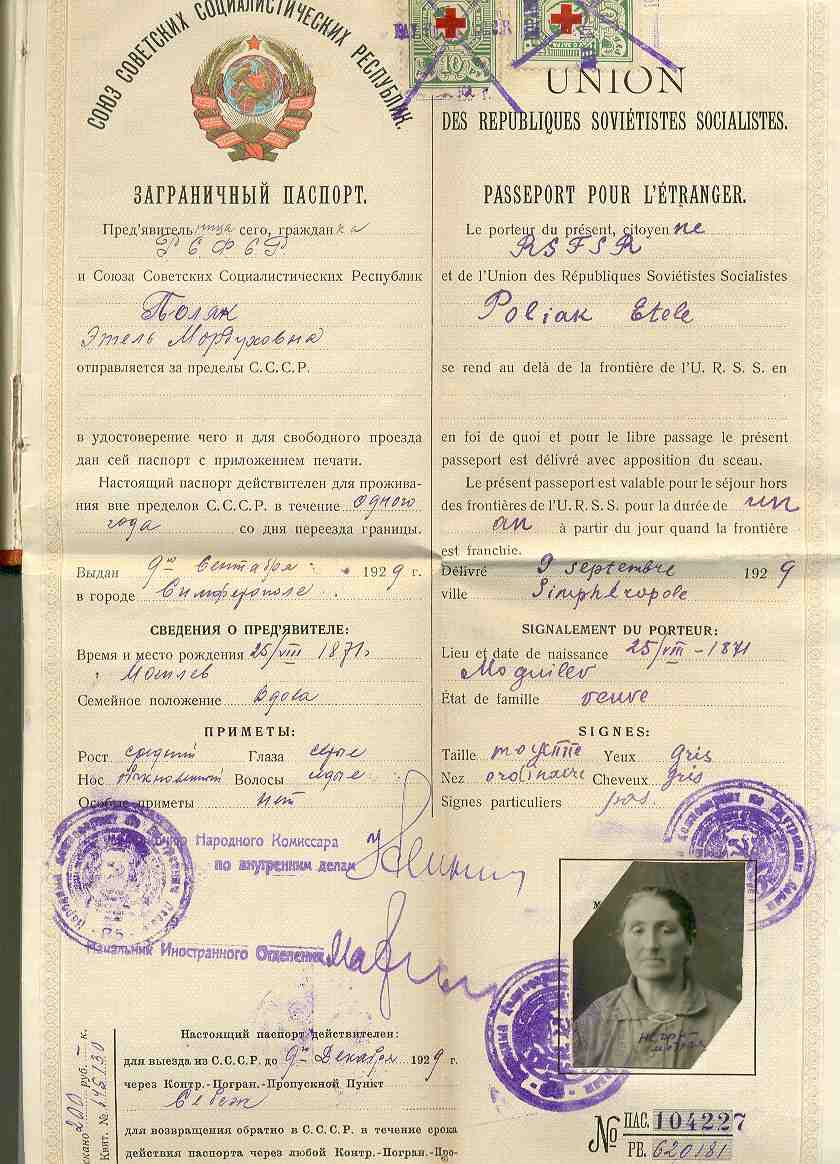
Hộ chiếu quốc tế Cộng hòa XHCN Liên bang Nga năm 1929

Hai loại hộ chiếu hiện đang được phát hành tại Nga: loại hộ chiếu cũ và hộ chiếu sinh trắc học kiểu mới. Hộ chiếu kiểu cũ có hiệu lực chỉ có 5 năm, hộ chiếu sinh trắc học đã ban hành trước ngày 1 tháng 3 năm 2010 cũng là giá trị 5 năm. Hộ chiếu sinh trắc học hiện đại phát hành sau ngày 01 tháng 3 năm 2010 có hiệu lực trong 10 năm và cũng đã tăng số lượng trang 46 (từ 36 cho hộ chiếu kiểu cũ).
Công dân có thể bị từ chối hộ chiếu để đi ra nước ngoài, và do đó quyền rời khỏi nước Nga nếu nếu người đó:
- Đã, để có được quyền truy cập vào thông tin phân loại, ký một hợp đồng với chính phủ bao gồm một điều khoản hạn chế quyền của người đó trong việc rời khỏi nước Nga;
- Đã tham gia quân ngũ hoặc nhiệm vụ dân sự thay thế;
- Là một bị đơn dưới đang bị truy cứu trách nhiệm hình sự hoặc bị kết án bởi tòa án (chưa thụ án);
- Vi phạm lệnh của tòa án;
- Còn nợ thuế phải nộp;
- Cung cấp thông tin sai lệch trong tờ khai xin cấp hộ chiếu.

Trẻ em dưới 18 tuổi đi mà không được đi kèm với ít nhất một phụ huynh phải có sự đồng ý bằng văn bản của cả cha lẫn mẹ được dịch sang ngôn ngữ chính thức của nước sở tại với cả hai bản gốc và bản dịch có xác nhận của công chứng.
Ngoài "hộ chiếu zagranichny" tiêu chuẩn, có ba loại hộ chiếu với mục đích đặc biệt để đi ra nước ngoài: hộ chiếu ngoại giao, hộ chiếu công vụ (phát hành cho nhân viên của chính phủ ra nước ngoài vào cho mục đích công vụ) và hộ chiếu của thủy thủ.